# Lethrinus borbonicus
Lethrinus borbonicus är en fiskart som beskrevs av Valenciennes, 1830. Lethrinus borbonicus ingår i släktet Lethrinus och familjen Lethrinidae. Inga underarter finns listade i Catalogue of Life.